# Festival international Echternach

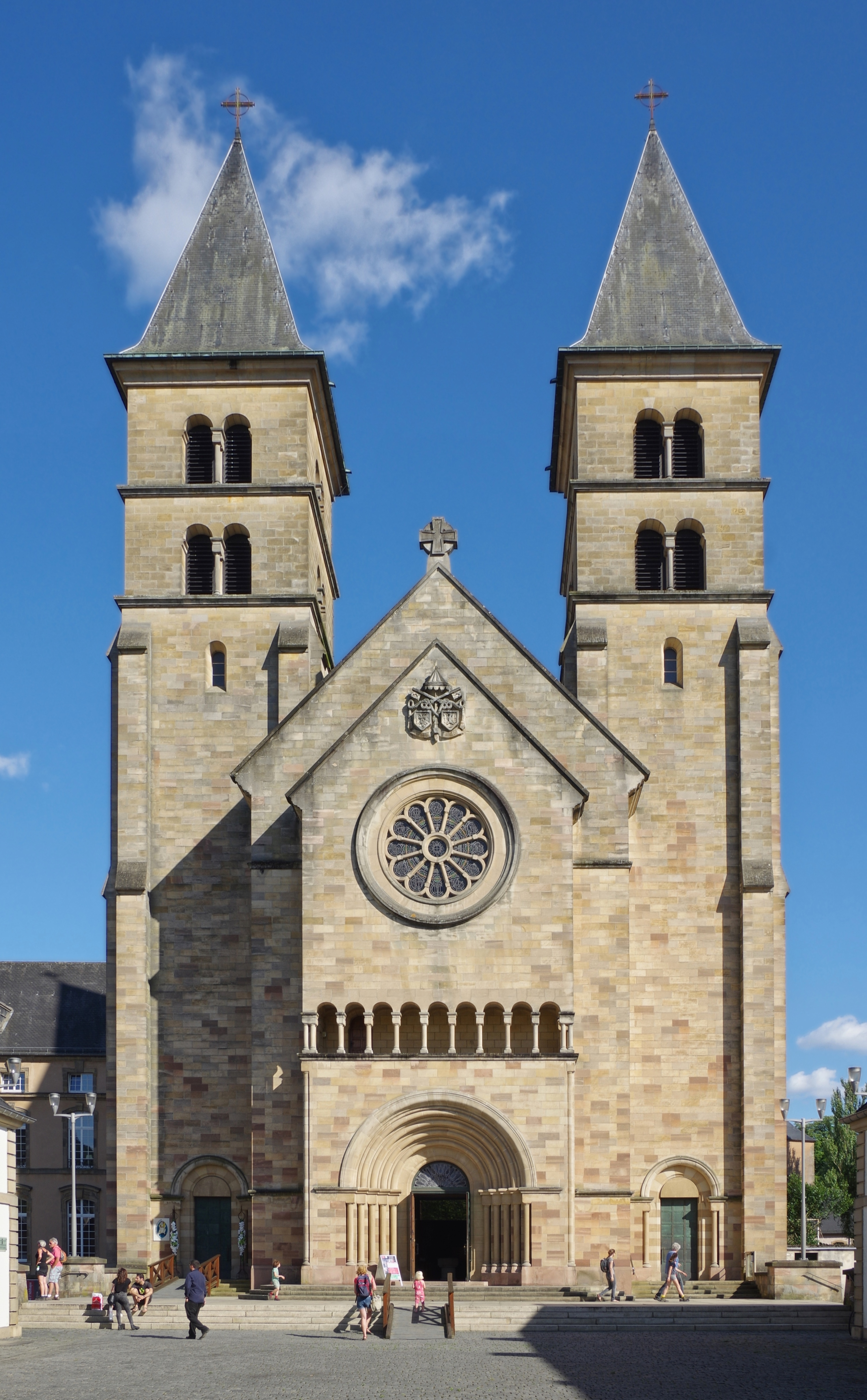
La basilique d'Echternach

Le Festival international Echternach est un festival international de musique qui a lieu en mai et juin chaque année depuis 1975 à Echternach à l'est du Luxembourg. En plus de la musique classique, des œuvres modernes sont jouées dans la basilique Saint-Willibrord du XVIIIe siècle et dans l'église de Saint-Pierre et Saint-Paul. Depuis 2008, a lieu également un festival de jazz en septembre et octobre. Des artistes internationaux renommés tels que Yehudi Menuhin, Gidon Kremer, Mstislav Rostropovitch, Maurice André, Dietrich Fischer-Dieskau, Yo-Yo Ma, Bobby McFerrin ou Jordi Savall se sont produits dans le cadre de ce festival. Le festival présente des musiques depuis la musique médiévale et classique jusqu'au jazz et aux musiques du monde.
Le festival a été discontinué en 2018 et suivi par le Echterlive Festival depuis 2019.